# 石巻女川インターチェンジ
石巻女川インターチェンジ（いしのまきおながわインターチェンジ）は、宮城県石巻市にある三陸沿岸道路のインターチェンジである。
計画時の仮称は石巻北インターチェンジ（いしのまききたインターチェンジ）であった。

## 概要
石巻市蛇田地区、石巻赤十字病院に隣接する位置にあるダイヤモンド型のICであり、三陸道における女川町への最寄りICとなっている。
開業前には石巻赤十字病院への救急車緊急退出路（上り線）が設置されており、下り線退出路は、700メートルほど手前に設置されていた。
当ICは元々の計画にはなかったが、三陸沿岸道路の延伸、矢本石巻道路の無料化による交通量の増加などを経て需要が増大。三陸縦貫自動車道アクセス道路建設促進期成同盟会の国への働きかけなどもあり、2011年2月に建設が決定。当初は2012年（平成24年）度の着手を目指していたが東日本大震災からの復興事業に組みこまれる事により、2011年（平成23年）度第3次補正予算にて当該区間4車線化ともに事業化された。当ICと国道398号石巻北部バイパスをつなぐアクセス道、宮城県道296号石巻女川インター線も同時に整備し、2015年（平成27年）10月4日に開通。
当ICの建設によって、石巻河南IC周辺への渋滞緩和・石巻トゥモロービジネスタウンへの企業進出促進・災害時の救護救援活動の迅速化などが期待されている。また、女川方面からのアクセスも10分以上短縮される。

## 道路

### 本線
- E45 三陸沿岸道路（11-1番）

### 接続する道路
- 宮城県道296号石巻女川インター線

## 料金所
無料区間のためなし。

## 周辺
- 石巻赤十字病院
- 国道398号石巻北部バイパス

## 隣
E45 三陸沿岸道路
(11) 石巻河南IC - (11-1) 石巻女川IC - (12) 河北IC